# Chisholm Hills
Die Chisholm Hills sind eine Gruppe steilwandiger Hügel im ostantarktischen Viktorialand. In den Southern Cross Mountains ragen sie 10 km östlich der Gair Mesa auf.
Die Südgruppe der von 1966 bis 1967 dauernden Kampagne im Rahmen der New Zealand Geological Survey Antarctic Expedition benannte ihn nach ihrem Leiter Ross Chisholm.